# Mesochorus pyrenaeus
Mesochorus pyrenaeus là một loài tò vò trong họ Ichneumonidae.